# Squeeze Box: The Complete Works of "Weird Al" Yankovic
Squeeze Box é um box set que compila todos os 14 álbuns de estúdio do músico e comediante "Weird Al" Yankovic, desde seu álbum de estreia, "Weird Al" Yankovic, lançado em 1983, até o álbum Mandatory Fun, de 2014. O box set foi oficialmente lançado em 27 de outubro de 2017, após uma pré-venda iniciada em 12 de janeiro do mesmo ano, por meio da Pledge Music.

## Embalagem
O conjunto está alojado dentro de uma réplica do acordeão de Yankovic, de onde deriva o seu nome. Este estilo de embalagem “sem precedentes” fez com que todo o conjunto tivesse um tempo de fabrico bastante longo. A Squeeze Box também vem com “um livro de 100 páginas que inclui um tesouro de fotos e recordações inéditas”.

## Conteúdo
O conjunto inclui os seguintes álbuns:
- "Weird Al" Yankovic (álbum) (1983)
- "Weird Al" Yankovic in 3-D (1984)
- Dare to Be Stupid (1985)
- Polka Party! (1986)
- Even Worse (1988)
- UHF - Original Motion Picture Soundtrack and Other Stuff (1989)
- Off the Deep End (1992)
- Alapalooza (1993)
- Bad Hair Day (1996)
- Running with Scissors (1999)
- Poodle Hat (2003)
- Straight Outta Lynwood (2006)
- Alpocalypse (2011)
- Mandatory Fun (2014)

Seis dos álbuns foram produzidos por Rick Derringer, enquanto os outros foram produzidos pelo próprio Yankovic. Todas as faixas foram remasterizadas para esta coleção.

## Reconhecimentos
Squeeze Box ganhou o prêmio Grammy 2019 de Melhor Caixa ou Pacote de Edição Limitada Especial. Como um dos diretores de arte do box set, Yankovic recebeu o prêmio junto com os outros diretores de arte, Meghan Foley e Annie Stoll.